# Mérolle
Mérolle, religieux français, évêque du Mans de 772 à 785. Prêtre de l'abbaye d'Évron, il devint chorévêque de Saulges sous Charlemagne, secondant ainsi l'évêque du Mans Gauziolène (725-753 et 763-770). 

## Biographie
Les Actus pontificum Cenomannis donnent une notice biographique de cet évêque carolingien. Religieux de l'abbaye d'Évron, il aurait été réclamé pour chorévêque, en 761, par l'église du Mans, et par Gauziolène qui en occupait le siège, puis après avoir été ordonné par trois évêques, il aurait reçu comme titre et résidence le bourg public et canonique de Saulges.
Le même auteur ajoute que Gauziolène eut pour successeur Hoding qui, après deux ans d'épiscopat, passa sur le siège de Beauvais et qu'alors, en 772, Mérolle fut délégué auprès de Charlemagne pour lui demander un évêque dont l'église du Mans avait le plus pressant besoin.
Angilram, archichapelain de la cour, sachant que Mérolle avait été ordonné par trois évêques, et trouvant en lui toutes les qualités requises pour réorganiser le diocèse, le désigna au roi. Le chroévêque revint donc au Mans évêque en titre. Il y reçut la visite de Charlemagne qui ordonna de faire rentrer au pouvoir de l'Église tous les biens aliénés après le décès des détenteurs.
Plusieurs monastères et quelques villas, parmi lesquelles Mayenne et Céaucé, furent même restituées de suite. Mérolle, après avoir gouverné l'Eglise pendant 30 ans, mourut le 18 mars à Évron, in villa cujus vocabulum est Sancta Spina. Le lendemain on porta son corps au Mans, et on l'enterra dans l'église des apôtres où reposait déjà l'évêque Victeur.
L'auteur de ce récit, à défaut de documents écrits, pouvait connaître par tradition quelques-uns des détails de la vie de Mérolle. Un demi-siècle à peine les séparait l'un de l'autre. Sa narration n'en est pas moins inexacte. Il donne 30 ans de règne à Mérolle qui, même en y comprenant le temps de son chorépiscopat, ne peut pas en compter 25, puisqu'il avait un successeur en 786. Dans aucun acte officiel, Mérolle ne paraît avec sa qualité de chorévêque et l'on peut croire que ce titre ne lui a été attribué que par le rédacteur des Actus que pour se préparer des droits au siège du Mans, car suivant de fortes probabilités, il était lui-même chroévêque de l'évêque Aldric, infirme.
Plusieurs documents d'une autre nature et dont l'authenticité n'est pas contestée sérieusement nous font connaitre l'administration de Mérolle. Il reçut de Charlemagne vers 774 le droit de battre monnaie ; fit un échange avec l'abbé de Saint-Calais le 9 février 774, et donna à titre précaire à Willibert les villas de Mézangers, de Saint-Fraimbault, de Fyé, d'Ingrande, de Sémur, de Villiers-Charlemagne, de Fontaine[Lequel ?], de Montreuil[Lequel ?], de Neuville[Lequel ?]. Il est vrai que ces trois derniers actes sont datés de la 29e et de la 32e année du règne de Charlemagne, ce qui ne peut concorder avec l'épiscopat de Mérolle.

## Source
- « Mérolle », dans Alphonse-Victor Angot et Ferdinand Gaugain, Dictionnaire historique, topographique et biographique de la Mayenne, Laval, A. Goupil, 1900-1910 [détail des éditions] (BNF 34106789, présentation en ligne)